# Svjetska liga u vaterpolu 2005.
Svjetska liga u vaterpolu 2005. četvrto je izdanje ovog natjecanja. Završni turnir se igrao u Beogradu u SCG od 11. do 14. kolovoza. Hrvatska je prvi put nastupila na završnom turniru. U kvalifikacijskoj rundi ispale su Australija, Kina, Rumunjska i Brazil; u poluzavršnoj Španjolska, Kanada, Italija i SAD. Na završnom turniru do borbe za odličja nisu došle Rusija i Grčka (u borbi za peto mjesto 14:9 za Grčku). Domaćin SCG osvojio je svoj prvi naslov.

## Završni turnir

### 3./4.
| 1. momčad | Ishod | 2. momčad |
| --------- | ----- | --------- |
| Njemačka  | 10:8  | Hrvatska  |

### 1./2.
| 1. momčad          | Ishod | 2. momčad |
| ------------------ | ----- | --------- |
| Srbija i Crna Gora | 16:6  | Mađarska  |

| Pobjednici                     |
| ------------------------------ |
| Srbija i Crna Gora Prvi naslov |